# Seconda Divisione 1936-1937
La Seconda Divisione 1936-1937 è stato il secondo e ultimo torneo a carattere regionale di quell’edizione del campionato italiano di calcio.
La gestione di questo campionato era affidata ai Direttori Regionali, che li organizzavano autonomamente, con la possibilità di ripartire le squadre su più gironi tenendo in alta considerazione le distanze chilometriche, le strade di principale comunicazione e i mezzi di trasporto dell'epoca.

## Piemonte

### Girone unico

#### Squadre partecipanti
| Squadra                         | Città (provincia)      | Stagione precedente |
| ------------------------------- | ---------------------- | ------------------- |
| A.S. Casale (C = allievi)       | Casale Monferrato (AL) |                     |
| G.S. Dop. Cirié                 | Cirié (TO)             |                     |
| G.S. Gutermann                  | Perosa Argentina (TO)  |                     |
| G.S. Lancia                     | Torino                 |                     |
| A.S. Leumann                    | Collegno-Leumann (TO)  |                     |
| N.U.F. Alba (G.U.F. Cuneo)      | Alba (CN)              |                     |
| U.S. Pro Vercelli (C = allievi) | Vercelli               |                     |
| A.C. Torino (C = allievi)       | Torino                 |                     |
| Dop. Comunale Umberto I         | Alba (CN)              |                     |
| G.S. Valpellice                 | Torre Pellice (TO)     |                     |

#### Classifica finale
|  | Pos. | Squadra            | Pt | G  | V | N | P | GF | GS | DR |
|  | ---- | ------------------ | -- | -- | - | - | - | -- | -- | -- |
|  | 1.   | ???                | ?? | 18 |   |   |   |    |    |    |
|  | 2.   | ???                | ?? | 18 |   |   |   |    |    |    |
|  | 3.   | ???                | ?? | 18 |   |   |   |    |    |    |
|  | 4.   | ???                | ?? | 18 |   |   |   |    |    |    |
|  | 5.   | Comunale Umberto I | ?? | 18 |   |   |   |    |    |    |
|  | 6.   | ???                | ?? | 18 |   |   |   |    |    |    |
|  | 7.   | ???                | ?? | 18 |   |   |   |    |    |    |
|  | 8.   | ???                | ?? | 18 |   |   |   |    |    |    |
|  | 9.   | ???                | ?? | 18 |   |   |   |    |    |    |
|  | 10.  | ???                | ?? | 18 |   |   |   |    |    |    |

Legenda:

      Promosso in Prima Divisione.
Note:

Due punti a vittoria, uno a pareggio, zero a sconfitta.
In caso di pari punti per le squadre fuori dalla zona promozione e retrocessione era in vigore il pari merito.

## Lombardia
Essendo state spostate una decina di squadre in Prima Divisione, fu eliminato un gironcino.

### Girone A

#### Squadre partecipanti
| Squadra           | Città (provincia) | Stagione precedente |
| ----------------- | ----------------- | ------------------- |
| Falck Dongo       | Dongo (CO)        |                     |
| Menaggio F.C.     | Menaggio (CO)     |                     |
| U.S. Morbegnese   | Morbegno (SO)     |                     |
| Sondrio Sportiva  | Sondrio           |                     |
| U.S. Tiranese     | Tirano (SO)       |                     |
| Dop. Venina Falck | Piateda (SO)      |                     |

#### Classifica finale
|  | Pos. | Squadra      | Pt | G  | V | N | P | GF | GS | DR |
|  | ---- | ------------ | -- | -- | - | - | - | -- | -- | -- |
|  | 1.   | Venina Falck | 15 | 10 |   |   |   |    |    |    |
|  | 2.   | Sondrio      | 13 | 10 |   |   |   |    |    |    |
|  | 3.   | Tiranese     | 12 | 10 |   |   |   |    |    |    |
|  | 4.   | Menaggio     | 10 | 10 |   |   |   |    |    |    |
|  | 5.   | Dongo        | 6  | 10 |   |   |   |    |    |    |
|  | 6.   | Morbegnese   | 4  | 10 |   |   |   |    |    |    |

Legenda:

      Ammesso alle semifinali.
Note:

Due punti a vittoria, uno a pareggio, zero a sconfitta.
In caso di pari punti per le squadre fuori dalla zona promozione e retrocessione era in vigore il pari merito.

### Girone B

#### Squadre partecipanti
| Squadra                                  | Città (provincia)     | Stagione precedente |
| ---------------------------------------- | --------------------- | ------------------- |
| Adua                                     | Rivolta d'Adda (CR)   |                     |
| Atalanta Bergamasca Calcio (C = allievi) | Bergamo               |                     |
| U.S. Cremonese (C = allievi)             | Cremona               |                     |
| S.S. Pro Ponte                           | Ponte San Pietro (BG) |                     |
| A.C. Sebinia                             | Lovere (BG)           |                     |
| C.S. Trevigliese (B = riserve)           | Treviglio (BG)        |                     |
| A.S. Trezzo                              | Trezzo d'Adda (MI)    |                     |

#### Classifica finale
|  | Pos. | Squadra       | Pt       | G  | V | N | P | GF | GS | DR |
|  | ---- | ------------- | -------- | -- | - | - | - | -- | -- | -- |
|  | 1.   | Pro Ponte     | 14       | 10 | 6 | 2 | 2 |    |    |    |
|  | 1.   | Sebinia       | 14       | 10 | 6 | 2 | 2 |    |    |    |
|  | 3.   | Cremonese C   | 9        | 10 | 4 | 1 | 5 |    |    |    |
|  | 4.   | Atalanta C    | 8        | 10 | 3 | 2 | 5 |    |    |    |
|  | 4.   | Trezzo        | 8        | 10 | 2 | 4 | 4 |    |    |    |
|  | 6.   | Adua          | 7        | 10 | 2 | 3 | 5 |    |    |    |
|  | --   | Trevigliese B | Ritirato |    |   |   |   |    |    |    |

Legenda:

      Ammesso alle semifinali.
Note:

Due punti a vittoria, uno a pareggio, zero a sconfitta.
In caso di pari punti per le squadre fuori dalla zona promozione e retrocessione era in vigore il pari merito.

#### Qualificazione alle semifinali
|           | Risultato |         | Luogo e data           |
| --------- | --------- | ------- | ---------------------- |
| Pro Ponte | 0 - 0     | Sebinia | Seriate, 5 aprile 1937 |
|           |           |         |                        |

ripetizione
|           | Risultato |         | Luogo e data                         |
| --------- | --------- | ------- | ------------------------------------ |
| Pro Ponte | 2 - 1     | Sebinia | Palazzolo sull'Oglio, 11 aprile 1937 |
|           |           |         |                                      |

### Girone C

#### Squadre partecipanti
| Squadra                     | Città (provincia)   | Stagione precedente |
| --------------------------- | ------------------- | ------------------- |
| Asso                        | Asso (CO)           |                     |
| A.C. Cantù                  | Cantù (CO)          |                     |
| U.S. Caratese (B = riserve) | Carate Brianza (MI) |                     |
| A.S. Como (B = riserve)     | Como                |                     |
| G.S. Dopolavoro Desio       | Desio (MI)          |                     |
| S.S. La Folgore (B=riserve) | Cesano Maderno (MI) |                     |
| Meroni                      | Erba (CO)           |                     |
| A.S. Snia Viscosa           | Cesano Maderno (MI) |                     |

#### Classifica finale
|  | Pos. | Squadra | Pt | G  | V | N | P | GF | GS | DR |
|  | ---- | ------- | -- | -- | - | - | - | -- | -- | -- |
|  | 1.   | Meroni  | ?? | 14 |   |   |   |    |    |    |
|  | 2.   | ??      | ?? | 14 |   |   |   |    |    |    |
|  | 3.   | Desio   | ?? | 14 |   |   |   |    |    |    |
|  | 4.   | ??      | ?? | 14 |   |   |   |    |    |    |
|  | 5.   | ??      | ?? | 14 |   |   |   |    |    |    |
|  | 6.   | ??      | ?? | 14 |   |   |   |    |    |    |
|  | 7.   | ??      | ?? | 14 |   |   |   |    |    |    |
|  | 8.   | ??      | ?? | 14 |   |   |   |    |    |    |

Legenda:

      Ammesso alle semifinali.
Note:

Due punti a vittoria, uno a pareggio, zero a sconfitta.
In caso di pari punti per le squadre fuori dalla zona promozione e retrocessione era in vigore il pari merito.

### Girone D

#### Squadre partecipanti
| Squadra                                  | Città (provincia)          | Stagione precedente   |
| ---------------------------------------- | -------------------------- | --------------------- |
| D.A. Alfa Romeo (B = riserve)            | Milano                     |                       |
| U.S. Cassolese "Gino Villani"            | Cassolnovo (PV)            |                       |
| U.S. Cusano Milanino                     | Cusano Milanino (MI)       |                       |
| F.G.C. Fabio Milzi                       | Milano                     |                       |
| G.S. Fiamma Cremisi                      | Milano                     |                       |
| G.S. Dop. Isotta Fraschini (B = riserve) | Milano                     |                       |
| A.C. Milan (C = allievi)                 | Milano                     | girone E 2ª Divisione |
| Sant'Angelo Sportiva                     | Sant'Angelo Lodigiano (MI) |                       |

#### Classifica finale
|  | Pos. | Squadra                  | Pt | G  | V | N | P | GF | GS | DR |
|  | ---- | ------------------------ | -- | -- | - | - | - | -- | -- | -- |
|  | 1.   | Fabio Filzi              | 22 | 14 |   |   |   |    |    |    |
|  | 2.   | Cassolese "Gino Villani" | 21 | 14 |   |   |   |    |    |    |
|  | 3.   | Isotta Fraschini B       | 14 | 14 |   |   |   |    |    |    |
|  | 4.   | Cusano Milanino          | 13 | 14 |   |   |   |    |    |    |
|  | 4.   | Sant'Angelo              | 13 | 14 |   |   |   |    |    |    |
|  | 6.   | Milan C                  | 11 | 14 |   |   |   |    |    |    |
|  | 7.   | Fiamma Cremisi           | 10 | 14 |   |   |   |    |    |    |
|  | 8.   | Alfa Romeo B             | 8  | 14 |   |   |   |    |    |    |

Legenda:

      Ammesso alle semifinali.
Regolamento:

Due punti a vittoria, uno a pareggio, zero a sconfitta.
In caso di pari punti per le squadre fuori dalla zona promozione e retrocessione era in vigore il pari merito.

### Girone E

#### Squadre partecipanti
| Squadra                               | Città (provincia)       | Stagione precedente |
| ------------------------------------- | ----------------------- | ------------------- |
| C.S. Francesco Baracca                | Milano                  |                     |
| G.S.F. Bareggio                       | Bareggio (MI)           |                     |
| G.S. Dop. Ernesto Breda (B = riserve) | Sesto San Giovanni (MI) |                     |
| L. Ferrario                           | Parabiago (MI)          |                     |
| Filatura                              | Turate (CO)             |                     |
| Nerviano                              | Nerviano (MI)           |                     |
| G.S. Rescaldinese                     | Rescaldina (MI)         |                     |
| Rhodense Calcistica                   | Rho (MI)                |                     |

#### Classifica finale
|  | Pos. | Squadra                   | Pt | G  | V | N | P | GF | GS | DR |
|  | ---- | ------------------------- | -- | -- | - | - | - | -- | -- | -- |
|  | 1.   | Bareggio                  | ?? | 12 |   |   |   |    |    |    |
|  | 2.   | ??                        | ?? | 12 |   |   |   |    |    |    |
|  | 3.   | ??                        | ?? | 12 |   |   |   |    |    |    |
|  | 4.   | non conosciuta (bandiera) | ?? | 12 |   |   |   |    |    |    |
|  | 5.   | ??                        | ?? | 12 |   |   |   |    |    |    |
|  | 6.   | Rescaldinese              | ?? | 12 |   |   |   |    |    |    |
|  | 7.   | ??                        | ?? | 12 |   |   |   |    |    |    |

Legenda:

      Ammesso alle semifinali.
Note:

Due punti a vittoria, uno a pareggio, zero a sconfitta.
In caso di pari punti per le squadre fuori dalla zona promozione e retrocessione era in vigore il pari merito.
Verdetti:
- Il Bareggio è ammessa alle finali per la promozione.

### Girone F

#### Squadre partecipanti
| Squadra                                                           | Città (provincia)    | Stagione precedente |
| ----------------------------------------------------------------- | -------------------- | ------------------- |
| Amatori                                                           | Laveno Mombello (VA) |                     |
| Società Ginnastica Gallaratese (B = riserve)                      | Gallarate (VA)       |                     |
| A.C. Ispra                                                        | Ispra (VA)           |                     |
| A.C. Legnano (B = riserve)                                        | Legnano (MI)         |                     |
| Pro Patria et Libertate Unione degli Sports Bustesi (B = riserve) | Busto Arsizio (VA)   |                     |
| G.S. S.I.A.I. Marchetti (B = riserve)                             | Sesto Calende (VA)   |                     |
| Tradate                                                           | Tradate (VA)         |                     |

#### Classifica finale
|  | Pos. | Squadra       | Pt | G  | V | N | P | GF | GS | DR |
|  | ---- | ------------- | -- | -- | - | - | - | -- | -- | -- |
|  | 1.   | Gallaratese B | ?? | 12 |   |   |   |    |    |    |
|  | 2.   | ??            | ?? | 12 |   |   |   |    |    |    |
|  | 3.   | ??            | ?? | 12 |   |   |   |    |    |    |
|  | 4.   | ??            | ?? | 12 |   |   |   |    |    |    |
|  | 5.   | ??            | ?? | 12 |   |   |   |    |    |    |
|  | 6.   | ??            | ?? | 12 |   |   |   |    |    |    |
|  | 7.   | ??            | ?? | 12 |   |   |   |    |    |    |

Legenda:

      Ammesso alle semifinali.
Note:

Due punti a vittoria, uno a pareggio, zero a sconfitta.
In caso di pari punti per le squadre fuori dalla zona promozione e retrocessione era in vigore il pari merito.

### Girone semifinale A

#### Classifica finale
|  | Pos. | Squadra       | Pt | G | V | N | P | GF | GS | DR |
|  | ---- | ------------- | -- | - | - | - | - | -- | -- | -- |
|  | 1.   | Bareggio      | 5  | 4 | 2 | 1 | 1 |    |    |    |
|  | 1.   | Pro Ponte     | 5  | 4 | 2 | 1 | 1 |    |    |    |
|  | 3.   | Gallaratese B | 2  | 4 | 0 | 2 | 2 |    |    |    |

Legenda:

      Ammesso alle finali.
Note:

Due punti a vittoria, uno a pareggio, zero a sconfitta.
In caso di pari punti per le squadre fuori dalla zona promozione e retrocessione era in vigore il pari merito.

#### Qualificazione alle finali
|          | Risultato |           | Luogo e data                      |
| -------- | --------- | --------- | --------------------------------- |
| Bareggio | 3 - 2     | Pro Ponte | Sesto San Giovanni, 6 giugno 1937 |
|          |           |           |                                   |

### Girone semifinale B

#### Classifica finale
|  | Pos. | Squadra      | Pt | G | V | N | P | GF | GS | DR |
|  | ---- | ------------ | -- | - | - | - | - | -- | -- | -- |
|  | 1.   | Meroni       | ?  | 4 |   |   |   |    |    |    |
|  | ?.   | Fabio Filzi  | ?  | 4 |   |   |   |    |    |    |
|  | ?.   | Venina Falck | ?  | 4 |   |   |   |    |    |    |

Legenda:

      Ammesso alle finali.
Note:

Due punti a vittoria, uno a pareggio, zero a sconfitta.
In caso di pari punti per le squadre fuori dalla zona promozione e retrocessione era in vigore il pari merito.

### Finale
|          | Risultati |        | Luogo e data                   |
| -------- | --------- | ------ | ------------------------------ |
| Bareggio | 2-1       | Meroni | Cesano Maderno, 28 giugno 1937 |
|          |           |        |                                |

## Veneto

### Girone unico

#### Squadre partecipanti
| Club                            | Città                  | Stadio | Stagione precedente |
| ------------------------------- | ---------------------- | ------ | ------------------- |
| S.S. Adriese                    | Adria (RO)             |        |                     |
| F.G.C. Badia Polesine           | Badia Polesine (RO)    |        |                     |
| A.S.F. Coneglianese             | Conegliano Veneto (TV) |        |                     |
| G.U.F. Padova                   | Padova                 |        |                     |
| Dop. Az. Marzotto (B = riserve) | Valdagno (VI)          |        |                     |
| A.F.C. Mestre                   | Venezia                |        |                     |
| A.F.C. Padova (B = riserve)     | Padova                 |        |                     |
| G.S.F. Rovigo (B = riserve)     | Rovigo                 |        |                     |
| Dop. Az. S.A.F.F.A.             | Este (PD)              |        |                     |
| A.F.C. Vicenza (B = riserve)    | Vicenza                |        |                     |

#### Classifica finale
|  | Pos. | Squadra             | Pt | G  | V  | N | P  | GF | GS | DR  |
|  | ---- | ------------------- | -- | -- | -- | - | -- | -- | -- | --- |
|  | 1.   | Marzotto Valdagno B | 30 | 18 | 15 | 0 | 3  | 43 | 17 | +26 |
|  | 2.   | Padova B            | 26 | 18 | 12 | 2 | 4  | 68 | 40 | +28 |
|  | 3.   | Coneglianese        | 23 | 18 | 11 | 1 | 6  | 36 | 32 | +4  |
|  | 4.   | Vicenza B           | 22 | 18 | 10 | 2 | 6  | 50 | 29 | +21 |
|  | 5.   | Rovigo B            | 20 | 18 | 9  | 2 | 7  | 54 | 27 | +27 |
|  | 6.   | Adriese             | 15 | 18 | 7  | 1 | 10 | 30 | 41 | -11 |
|  | 7.   | S.A.F.F.A.          | 15 | 18 | 7  | 1 | 10 | 15 | 40 | -25 |
|  | 8.   | Badia Polesine      | 11 | 18 | 5  | 1 | 12 | 24 | 47 | -23 |
|  | 9.   | Mestre              | 9  | 18 | 4  | 1 | 13 | 33 | 55 | -22 |
|  | 10.  | GUF Padova (-1)     | 8  | 18 | 4  | 1 | 13 | 31 | 56 | -25 |

Legenda:

      Campione veneto (titolare/riserve) di 2ª Divisione e promosso.
Note:

Due punti a vittoria, uno a pareggio, zero a sconfitta.
Pari merito in caso di pari punti.

## Venezia Giulia

### Girone unico

#### Squadre partecipanti
| Club                              | Città   | Stadio | Stagione precedente |
| --------------------------------- | ------- | ------ | ------------------- |
| U.S. Fiumana (B = riserve)        | Fiume   |        |                     |
| A.C. Fortitudo (B = riserve)      | Trieste |        |                     |
| G.S. Giovanni Grion (B = riserve) | Pola    |        |                     |
| S.S. Ponziana (B = riserve)       | Trieste |        |                     |
| A.S. Pro Gorizia (B = riserve)    | Gorizia |        |                     |
| U.S. Triestina (C = allievi)      | Trieste |        |                     |
| A.C. Udinese (B = riserve)        | Udine   |        |                     |

#### Classifica finale
|  | Pos. | Squadra             | Pt | G  | V | N | P | GF | GS | DR  |
|  | ---- | ------------------- | -- | -- | - | - | - | -- | -- | --- |
|  | 1.   | Udinese B           | 19 | 12 | 9 | 1 | 2 | 41 | 19 | +22 |
|  | 2.   | Fiumana B           | 15 | 12 | 6 | 3 | 3 | 20 | 14 | +6  |
|  | 3.   | Triestina B         | 13 | 12 | 4 | 5 | 3 | 24 | 15 | +9  |
|  | 3.   | Pro Gorizia B       | 13 | 12 | 4 | 5 | 3 | 25 | 25 | 0   |
|  | 5.   | Ponziana B          | 10 | 12 | 5 | 0 | 7 | 29 | 28 | +1  |
|  | 6.   | Grion Pola B        | 8  | 12 | 2 | 4 | 6 | 18 | 31 | -13 |
|  | 7.   | Fortitudo Trieste B | 6  | 12 | 2 | 2 | 8 | 12 | 37 | -25 |

Legenda:

      Campione regionale giuliano.
Note:

Due punti a vittoria, uno a pareggio, zero a sconfitta.
Pari merito in caso di pari punti.

## Liguria

### Girone A

#### Squadre partecipanti
| Club                              | Città                 | Stadio | Stagione precedente |
| --------------------------------- | --------------------- | ------ | ------------------- |
| A.C. Andrea Doria (B = riserve)   | Genova                |        |                     |
| A.C. Entella (B = riserve)        | Chiavari (GE)         |        |                     |
| Dopolavoro Ferroviario            | Genova                |        |                     |
| S.S. Pro Recco                    | Genova-Recco          |        |                     |
| A.P. Rivarolese (B = riserve "A") | Genova-Rivarolo       |        |                     |
| F.S. Sestrese (B = riserve "A")   | Genova-Sestri Ponente |        |                     |

### Classifica finale
|  | Pos. | Squadra              | Pt | G  | V | N | P | GF | GS | DR |
|  | ---- | -------------------- | -- | -- | - | - | - | -- | -- | -- |
|  | 1.   | Pro Recco            | 11 | 10 | 3 | 5 | 2 | 18 | 16 | +2 |
|  | 1.   | Andrea Doria B       | 11 | 10 | 5 | 1 | 4 | 20 | 18 | +2 |
|  | 1.   | Entella B            | 11 | 10 | 5 | 1 | 4 | 21 | 21 | 0  |
|  | 4.   | Sestrese B (squ.A)   | 9  | 10 | 4 | 1 | 5 | 16 | 13 | +3 |
|  | 4.   | Rivarolese B (squ.A) | 9  | 9  | 4 | 1 | 4 | 17 | 22 | -5 |
|  | 6.   | Ferroviario          | 7  | 9  | 2 | 3 | 4 | 11 | 13 | -2 |

Legenda:

      Ammesso alle finali.
Note:

Due punti a vittoria, uno a pareggio, zero a sconfitta.
In caso di pari punti per le squadre fuori dalla zona promozione era in vigore il pari merito.
Rivarolese B sq.A e Ferroviario una partita in meno.
Verdetti:
- Dopolavoro Ferroviario, Recco, Rivarolese BA e Sestrese BA sono ammesse alle finali.

### Girone B

#### Squadre partecipanti
| Club                               | Città                 | Stadio | Stagione precedente |
| ---------------------------------- | --------------------- | ------ | ------------------- |
| Dop.Az. ILVA                       | Savona                |        |                     |
| A.S.P. Corniglianese (B = riserve) | Genova-Cornigliano    |        |                     |
| U.S. Pontedecimo (B = riserve)     | Genova-Pontedecimo    |        |                     |
| A.P. Rivarolese (B = riserve "B")  | Genova-Rivarolo       |        |                     |
| U.S. Ronchese                      | Ronco Scrivia (GE)    |        |                     |
| F.S. Sestrese (B = riserve "B")    | Genova-Sestri Ponente |        |                     |
| A.S. Varazze                       | Varazze (SV)          |        |                     |

### Classifica finale
|  | Pos. | Squadra              | Pt       | G  | V | N | P | GF | GS | DR |
|  | ---- | -------------------- | -------- | -- | - | - | - | -- | -- | -- |
|  | 1.   | Ilva Savona          | 13       | 10 | 5 | 3 | 2 | 22 | 16 | +6 |
|  | 1.   | Ronchese             | 13       | 10 | 5 | 3 | 2 | 14 | 9  | +5 |
|  | 3.   | Varazze              | 11       | 10 | 5 | 1 | 4 | 20 | 11 | +9 |
|  | 4.   | Sestrese B (squ.B)   | 8        | 10 | 3 | 2 | 5 | 9  | 15 | -6 |
|  | 4.   | Rivarolese B (squ.B) | 8        | 10 | 3 | 2 | 5 | 15 | 22 | -7 |
|  | 6.   | Pontedecimo (B)      | 7        | 10 | 2 | 3 | 5 | 11 | 18 | -7 |
|  | --   | Corniglianese B      | Ritirata |    |   |   |   |    |    |    |

Legenda:

      Ammesso alle finali.
 Ritirata durante il campionato.
Note:

Due punti a vittoria, uno a pareggio, zero a sconfitta.
In caso di pari punti per le squadre fuori dalla zona promozione era in vigore il pari merito.

### Girone semifinale A
- Ferroviario
- Ilva Savona
- Pro Recco
- Ronchese

Verdetti:
- Ilva ammessa alla finalissima.

### Girone semifinale B
- Rivarolese (BA=riserve squadra A)
- Rivarolese (BB=riserve squadra B)
- Sestrese (BA= riserve squadra A)
- Sestrese (BB=riserve squadra B)

Verdetti:
- Sestrese B ammessa alla finalissima (non è al momento nota quale delle due squadre riserve).

### Finalissima
- Savona, 28 giugno 1937: Ilva-Sestrese B sq.? 3-1
- Sestri Ponente, 4 luglio 1937: Sestrese B sq.?-Ilva 4-1
- Pontedecimo, 18 luglio 1937: Ilva-Sestrese B sq.? 1-0

Verdetti:
- L'Ilva è campione ligure di Seconda Divisione e promossa.

## Emilia

### Girone A

#### Squadre partecipanti
| Squadra                         | Città (provincia) | Stagione precedente |
| ------------------------------- | ----------------- | ------------------- |
| F.G. Conselice                  | Conselice (RA)    |                     |
| Dopolavoro Ferroviario          | Rimini (FO)       |                     |
| A.S. Forlì (B = riserve)        | Forlì             |                     |
| U.S. Forlimpopoli (B = riserve) | Forlimpopoli (FO) |                     |
| A.C. Ravenna (B = riserve)      | Ravenna           |                     |

#### Classifica finale
|  | Pos. | Squadra        | Pt | G | V | N | P | GF | GS | DR  |
|  | ---- | -------------- | -- | - | - | - | - | -- | -- | --- |
|  | 1.   | Conselice      | 12 | 8 | 5 | 2 | 1 | 19 | 7  | +12 |
|  | 2.   | Forlimpopoli B | 8  | 8 |   |   |   |    |    |     |
|  | 3.   | ??             | ?? | 8 |   |   |   |    |    |     |
|  | 4.   | ??             | ?? | 8 |   |   |   |    |    |     |
|  | 5.   | ??             | ?? | 8 |   |   |   |    |    |     |

Legenda:

      Ammesso alle finali.
Note:

Due punti a vittoria, uno a pareggio, zero a sconfitta.

### Girone B

#### Squadre partecipanti
| Squadra                      | Città (provincia)      | Stagione precedente |
| ---------------------------- | ---------------------- | ------------------- |
| S.S. Bazzano                 | Bazzano (BO)           |                     |
| A.G.C. Bologna (C = allievi) | Bologna                |                     |
| A.C. Carpi (B = riserve)     | Carpi (MO)             |                     |
| Fortitudo                    | Bologna                |                     |
| G.U.F. Ferrara               | Ferrara                |                     |
| S.S. Panigal                 | Bologna-Borgo Panigale |                     |
| Sant'Agostino                | Sant'Agostino (FE)     |                     |

#### Classifica finale
|  | Pos. | Squadra   | Pt | G  | V | N | P | GF | GS | DR |
|  | ---- | --------- | -- | -- | - | - | - | -- | -- | -- |
|  | ?.   | Bologna C | ?? | 12 |   |   |   |    |    |    |
|  | ?.   | Bazzano   | ?? | 12 |   |   |   |    |    |    |
|  | 3.   | ??        | ?? | 12 |   |   |   |    |    |    |
|  | 4.   | ??        | ?? | 12 |   |   |   |    |    |    |
|  | 5.   | ??        | ?? | 12 |   |   |   |    |    |    |
|  | 6.   | ??        | ?? | 12 |   |   |   |    |    |    |
|  | 7.   | ??        | ?? | 12 |   |   |   |    |    |    |

Legenda:

      Ammesso alle finali.
Note:

Due punti a vittoria, uno a pareggio, zero a sconfitta.
In caso di pari punti per le squadre fuori dalla zona promozione e retrocessione era in vigore il pari merito.

### Girone C

#### Squadre partecipanti
| Club                        | Città                      | Stagione precedente |
| --------------------------- | -------------------------- | ------------------- |
| U.S. Bondenese              | Bondeno (FE)               |                     |
| Finale                      | Finale Emilia              |                     |
| G.U.F. Parma                | Parma                      |                     |
| Parma A.S. (B = riserve)    | Parma                      |                     |
| A.C. Reggiana (B = riserve) | Reggio Emilia              |                     |
| Sanfeliciana                | San Felice sul Panaro (MO) |                     |

#### Classifica
|  | Pos. | Squadra       | Pt | G  | V | N | P | GF | GS | DR |
|  | ---- | ------------- | -- | -- | - | - | - | -- | -- | -- |
|  | 1.   | Reggiana B    | 15 | 10 |   |   |   |    |    |    |
|  | 1.   | Bondenese     | 15 | 10 |   |   |   |    |    |    |
|  | 3.   | GUF Parma     | 9  | 10 |   |   |   |    |    |    |
|  | 4.   | Parma B       | 9  | 10 |   |   |   |    |    |    |
|  | 5.   | Finale Emilia | 7  | 10 |   |   |   |    |    |    |
|  | 6.   | Sanfeliciana  | 5  | 10 |   |   |   |    |    |    |

Legenda:

      Ammesso alle finali regionali.
Note:

Due punti a vittoria, uno a pareggio, zero a sconfitta.

### Girone finale
- Bazzano
- Bologna C
- Bondenese
- Conselice
- Forlimpopoli B
- Reggiana B

Verdetti:
- La Bondenese è campione emiliana di Seconda Divisione.

## Toscana

### Girone unico

#### Squadre partecipanti
| Club                                | Città                         | Stagione precedente |
| ----------------------------------- | ----------------------------- | ------------------- |
| A.C. A.S.S.I.                       | Firenze                       |                     |
| Sez. Calcio dell'Avanguardia        | Campi Bisenzio (FI)           |                     |
| G.F.R. Gastone Bartolini            | Firenze                       |                     |
| G.F.R. Giovanni Berta (B = riserve) | Firenze                       |                     |
| G.R.F. Vincenzo Benini              | Firenze                       |                     |
| F.G.C. San Giovanni Valdarno        | San Giovanni Valdarno (AR)    |                     |
| S.S. Juventus                       | Arezzo                        |                     |
| C.S.F. Peretola                     | Firenze-Peretola              |                     |
| S.S. Delle Signe (B = riserve)      | Signa (FI)                    |                     |
| G.C. Torrenieri                     | Torrenieri di Montalcino (SI) |                     |

#### Classifica finale
|  | Pos. | Squadra               | Pt | G  | V | N | P | GF | GS | DR |
|  | ---- | --------------------- | -- | -- | - | - | - | -- | -- | -- |
|  | 1.   | Torrenieri            | ?? | 18 |   |   |   |    |    |    |
|  | 2.   | ASSI Firenze          | ?? | 18 |   |   |   |    |    |    |
|  | 3.   | San Giovanni Valdarno | ?? | 18 |   |   |   |    |    |    |
|  | 4.   | Juve Arezzo           | ?? | 18 |   |   |   |    |    |    |
|  | 5.   | Delle Signe B         | ?? | 18 |   |   |   |    |    |    |
|  | 6.   | Vincenzo Benini       | ?? | 18 |   |   |   |    |    |    |
|  | 7.   | G. Bartolini          | ?? | 18 |   |   |   |    |    |    |
|  | 8.   | G. Berta B            | ?? | 18 |   |   |   |    |    |    |
|  | 9.   | Peretola              | ?? | 18 |   |   |   |    |    |    |
|  | 10.  | Avanguardia           | ?? | 18 |   |   |   |    |    |    |

Legenda:

      Campione regionale toscano 1936-1937.
      Promosso in Prima Divisione.
Note:

Due punti a vittoria, uno a pareggio, zero a sconfitta.
Pari merito in caso di pari punti.

## Umbria
Direttorio X Zona
Campionato Regionale Umbro a Categoria Unica

### Squadre partecipanti
| Squadra                                           | Città (provincia)      | Stagione precedente                        |
| ------------------------------------------------- | ---------------------- | ------------------------------------------ |
| Polisportiva Fascista Foligno                     | Foligno (PG)           |                                            |
| G.S. O.N.D. "A. Casalini" sezione calcio Juventus | Terni (TR)             |                                            |
| F.G.C. Gubbio                                     | Gubbio (PG)            |                                            |
| A.S. Fascista Narni                               | Narni (TR)             |                                            |
| A.C. Perugia                                      | Perugia (PG)           | 10° in Prima Divisione Laziale, retrocessa |
| U.S. Tiferno                                      | Città di Castello (PG) |                                            |

### Classifica finale
|  | Pos. | Squadra      | Pt | G  | V | N | P | GF | GS | DR  |
|  | ---- | ------------ | -- | -- | - | - | - | -- | -- | --- |
|  | 1.   | Casalini     | 16 |    |   |   |   |    |    |     |
|  | 2.   | Gubbio       | 15 |    |   |   |   |    |    |     |
|  | 3.   | Perugia (-1) | 12 |    |   |   |   |    |    |     |
|  | 4.   | Foligno      | 10 |    |   |   |   |    |    |     |
|  | 5.   | Narni (-1)   | 5  | 10 | 3 | 0 | 7 | 9  | 23 | -14 |
|  | 6.   | Tiferno      | 0  |    |   |   |   |    |    |     |

Legenda:
      Campione Regionale Umbro 1936-1937.
Regolamento:
Due punti a vittoria, uno a pareggio, zero a sconfitta.
In caso di pari punti per le squadre fuori dalla zona promozione e retrocessione era in vigore il pari merito.
Note:
Casalini rinuncia alla promozione in Serie C e cessa attività alla fine della stagione.
Perugia e Narni hanno scontato 1 punto di penalizzazione.
L’intero torneo venne nominato di Prima Divisione l'anno successivo.

## Lazio

### Girone unico

#### Squadre partecipanti
| Squadra                            | Città (provincia)  | Stagione precedente |
| ---------------------------------- | ------------------ | ------------------- |
| G.A. Ala Littoria                  | Roma               |                     |
| A.S. Alba                          | Roma               |                     |
| U.S. Civitavecchiese (B = riserve) | Civitavecchia (RM) |                     |
| G.S. Ernesto Breda                 | Roma               |                     |
| Dop. Governatorato sez. Calcio     | Roma               |                     |
| G.U.F. Roma                        | Roma               |                     |
| U.S. Italia Nuova                  | Roma               |                     |
| I.C.P.                             | Roma               |                     |
| S.S. Juventus                      | Roma               |                     |
| G.S. Testaccio                     | Roma               |                     |
| A.S. Viterbo                       | Viterbo            |                     |

#### Classifica finale
|  | Pos. | Squadra                | Pt | G  | V  | N | P  | GF | GS | DR  |
|  | ---- | ---------------------- | -- | -- | -- | - | -- | -- | -- | --- |
|  | 1.   | Civitavecchiese B      | 31 | 20 | 12 | 7 | 1  | 35 | 14 | +21 |
|  | 2.   | Italia Nova            | 25 | 20 | 10 | 5 | 5  | 35 | 22 | +13 |
|  | 3.   | Governatorato          | 25 | 20 | 9  | 7 | 4  | 31 | 19 | +12 |
|  | 4.   | Testaccio              | 24 | 20 | 9  | 6 | 5  | 27 | 16 | +11 |
|  | 5.   | Alba                   | 22 | 20 | 8  | 6 | 6  | 29 | 18 | +11 |
|  | 6.   | Istituto Case Popolari | 21 | 20 | 8  | 5 | 7  | 33 | 25 | +8  |
|  | 7.   | Ala Littoria           | 19 | 20 | 6  | 7 | 7  | 20 | 25 | -5  |
|  | 8.   | Ernesto Breda          | 19 | 20 | 8  | 3 | 9  | 21 | 28 | -7  |
|  | 9.   | Viterbo                | 14 | 20 | 6  | 2 | 12 | 24 | 38 | -14 |
|  | 10.  | Juventus               | 10 | 20 | 4  | 2 | 14 | 20 | 50 | -30 |
|  | 11.  | GUF Roma               | 7  | 20 | 2  | 4 | 14 | 14 | 36 | -22 |

Legenda:

      Campione Regionale Laziale 1936-1937.
      Promosso in Prima Divisione.
Regolamento:

Due punti a vittoria, uno a pareggio, zero a sconfitta.
In caso di pari punti per le squadre fuori dalla zona promozione e retrocessione era in vigore il pari merito.
Note:

Il G.U.F. Roma ha scontato 1 punto di penalizzazione per una rinuncia.

#### Spareggio promozione
L'Italia Nova è la prima classificata tra le squadre di Seconda Divisione (dopo spareggio: a Roma, 13 giugno 1937, Governatorato-Italia Nova 0-2).

## Campania

### Girone A

#### Squadre partecipanti
| Squadra                      | Città (provincia) | Stagione precedente |
| ---------------------------- | ----------------- | ------------------- |
| A.C. Benevento (B = riserve) | Benevento         |                     |
| Fascio Giovanile Campobasso  | Campobasso        |                     |
| U.S. Casertana (B = riserve) | Caserta           |                     |

### Girone B

#### Squadre partecipanti
| Squadra              | Città (provincia)           | Stagione precedente |
| -------------------- | --------------------------- | ------------------- |
| G.S. Cotoniere Angri | Angri (SA)                  |                     |
| F.S. Avellino        | Avellino                    |                     |
| U.S. Palmese         | Palma Campania (NA)         |                     |
| F.G.C. Pastena       | Pastena (FR)                |                     |
| Sangiuseppese        | San Giuseppe Vesuviano (NA) |                     |

### Girone C

#### Squadre partecipanti
| Squadra                      | Città (provincia)            | Stagione precedente |
| ---------------------------- | ---------------------------- | ------------------- |
| U.S. Bagnolese (B = riserve) | Napoli-Bagnoli               |                     |
| Casale                       | Napoli-Posillipo             |                     |
| F.S. Giugliano               | Giugliano in Campania (NA)   |                     |
| A.S.F. Puteolana             | Pozzuoli (NA)                |                     |
| A.C. Stabia (B = riserve)    | Castellammare di Stabia (NA) |                     |

### Finali
- Angri
- Palmese (NA)
- FGC Pastena
- Puteolana

## Puglie
Lucania
Non fu organizzato alcun campionato; le squadre di Potenza erano state aggregate alla Campania mentre quelle di Matera alla Puglia alla fine della stagione 1935-1936 (Direttorio Federale c.u. 62 del 23 luglio 1936).

## Sicilia

### Girone unico

#### Squadre partecipanti
| Squadra                       | Città (provincia)               | Stagione precedente |
| ----------------------------- | ------------------------------- | ------------------- |
| F.G.C. Bagheria               | Bagheria (PA)                   |                     |
| A.C. Fante                    | Palermo                         |                     |
| G.S. Giornale "L'Ora"         | Palermo                         |                     |
| G.U.F. Palermo                | Palermo                         |                     |
| F.G.C. "I.M. Lanza di Trabia" | Palermo                         |                     |
| U.S. Juventina Palermo        | Palermo                         |                     |
| F.G.C. Porticello             | Porticello di Santa Flavia (PA) |                     |
| Dop. Postelegrafonico         | Palermo                         |                     |

## Tripolitania

### Girone unico

#### Squadre partecipanti
| Squadra                      | Città (provincia) | Stagione precedente |
| ---------------------------- | ----------------- | ------------------- |
| F.G.C. Tripoli (B = riserve) | Tripoli           |                     |
| G.A.L. Tripoli (B = riserve) | Tripoli           |                     |
| G.U.F. Tripoli               | Tripoli           |                     |
| Squadra Presidio Militare    | Garian            |                     |
| U.S. Tripolina               | Tripoli           |                     |

#### Classifica finale
.
|  | Pos. | Squadra           | Pt       | G | V | N | P | GF | GS | DR |
|  | ---- | ----------------- | -------- | - | - | - | - | -- | -- | -- |
|  | 1.   | GUF Tripoli       | 10       | 7 | 4 | 2 | 1 | 15 | 10 | +5 |
|  | 2.   | FGC Tripoli B     | 8        | 7 | 3 | 2 | 2 | 17 | 9  | +8 |
|  | 3.   | GAL Tripoli B     | 8        | 7 | 3 | 2 | 2 | 14 | 17 | -3 |
|  | 4.   | Tripolina         | 2        | 7 | 0 | 2 | 5 | 3  | 6  | -3 |
|  | -.   | Presidio Militare | Ritirato |   |   |   |   |    |    |    |

Legenda:

      Campione tripolitano di Seconda Divisione 1936-1937.
Note:

Due punti a vittoria, uno a pareggio, zero a sconfitta.
In caso di pari punti per le squadre fuori dalla zona promozione e retrocessione era in vigore il pari merito.
Presidio Militare ritirato nel corso del campionato; i risultati dell'andata sono validi per le altre squadre.

### Giornali
- Il Littoriale, stagione 1936-1937 dal sito dell'Emeroteca del CONI.
- Gazzetta di Venezia, stagione 1936-1937 dal sito della Biblioteca nazionale centrale di Roma.
- Il Solco Fascista, stagione 1936-1937 - consultabile online.
- Il Telegrafo, di Livorno, stagione 1936-1937, consultabile online.
- Il Popolo Valtellinese, di Sondrio, stagione 1936-1937, consultabile online.
- La Voce di Bergamo, stagione 1936-1937, consultabile online

Libri:
- M. Favi, F. Piferi, C. Ruffini, La Legge del S.Girolamo - Storia della Narnese dalle origini ai giorni nostri, ZART Libri.